# Edict privind prețurile maxime

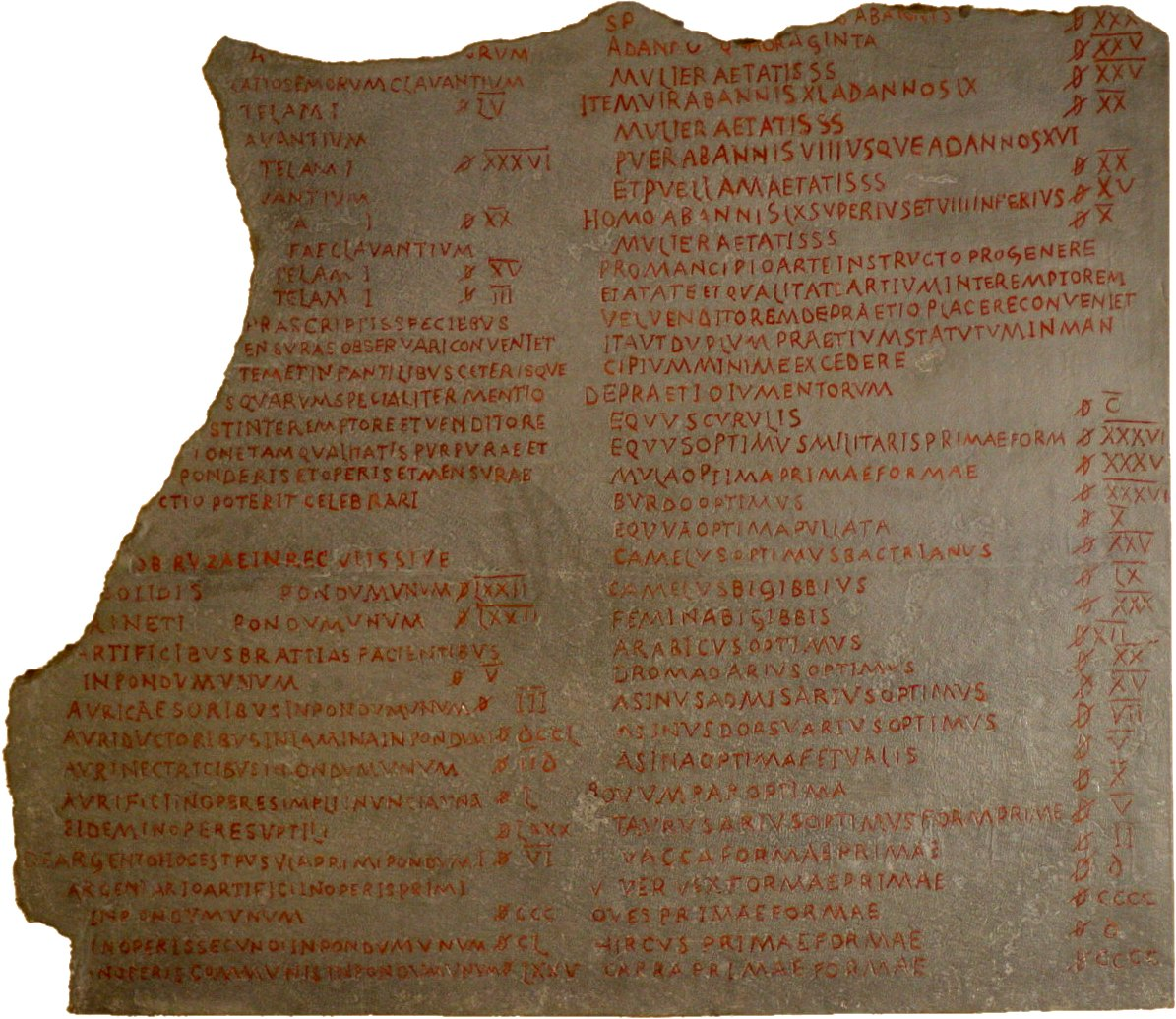
Stelă cu un fragment al textului Edictului, aflată la Pergamonmuseum din Berlin, Germania.

Edictul privind prețurile maxime (în latină Edictum De Pretiis Rerum Venalium, în română: „Edict privitor la prețul mărfurilor”, cunoscut și sub denumirea de Edictul lui Dioclețian) a fost emis între 20 noiembrie și 9 decembrie 301 de către împăratul roman Dioclețian.

## Istorie
Edictul a fost emis din Antiohia sau din Alexandria și a fost redactat în greacă și în latină. Decretul nu mai există astăzi decât în fragmente găsite îndeosebi în partea orientală a Imperiului, unde domnea Dioclețian. Totuși textul care a putut fi reconstituit din aceste fragmente furnizează informații suficiente asupra prețului bunurilor și serviciilor.
În timpul Crizei secolului al treilea, moneda romană și-a pierdut din valoare din cauza numeroșilor împărați și uzurpatori romani care, în mod nechibzuit, au dispus emiterea de monedă cu scopul plății soldaților și funcționarilor, din cauza colectării insuficiente a impozitelor. 
Între 20 noiembrie și 9 decembrie 301, Dioclețian a publicat decrete privind prețurile cu scopul de a reforma regimul fiscal și de a stabiliza moneda.
Valoarea relativă a modulelor monetare fiind adesea necunoscută sau variind mult, rămâne totuși dificil să se estimeze prețul real al bunurilor și al serviciilor menționate.
Edictul privind prețurile maxime este cel mai lung act legislativ din epoca Tetrarhiei, care a ajuns până în zilele noastre. Edictul a fost criticat de către Lactanțiu, un retor din Nicomedia, care blamează împărații pentru inflație și citează numeroase lupte și vărsări de sânge care au izbucnit din „manipularea” prețurilor. 
La sfârșitul domniei lui Dioclețian în 305, decretele de aplicare erau practic ignorate. Economia romană, în ansamblul său, nu a fost fundamental stabilizată înainte de reforma lui Constantin cel Mare din 310.

## Premisele Edictului privind prețurile maxime

### Reforma monetară din 294 - 295
Stabilizarea monetară a fost o preocupare majoră pentru Dioclețian, îndată ce a fost instalat în mod temeinic la putere, debarasat de uzurpatori mulțumită asocierii cu Maximian, a căutat să reformeze sistemul monetar, prin 294 - 295, creând nummus-ul (adesea denumit follis), din bronz argintat valorând fără îndoială 12,5 denari și transformând antoninianus-ul într-o „fracție radiată”, cu valoarea de 2 sau 2,5 denari. Acest sistem se sprijinea pe revenirea la o monedă de argint fin reluând etalonul lui Nero de 1/96 dintr-o libră, adică de 3,38 g, argenteus-ul cu valoarea, fără îndoială, de 50 de denari. Denarul nu mai era decât o unitate de cont. Scopul pare să fi fost restabilirea monedelor cu o valoare intermediară între antoninienii foarte devalorizați și aureus-ul care circula puțin și era de mic interes pentru tranzacțiile cotidiene. Din nefericire, argenteii și, în mai mică măsură, nummii au fost tezaurizați cu repeziciune, iar inflația a urmat, făcând necesar acest Edict al prețurilor maxime.

### Edictul de laAphrodisiasdinCaria(septembrie 301)
Confruntat cu continuarea inflației cauzate, fără îndoială, de tezaurizarea noilor monede, Dioclețian a decretat o dublare a valorii liberatorii. Aureus-ul trece la 1.000 de denari (era la 833), argenteus-ul la 100, follis-ul la 25, iar fracția radiată la 4 sau 5. Valoarea relativă a monedelor este totuși protejată, dar acest edict nu a avut decât un efect mic.
„[Poruncim] ca moneda de argint [să valoreze] o sută de denari și ca monedele [de bronz] să aibă o putere liberatorie de [douăzeci și] cinci de denari...”

## Edictul privind prețurile maxime

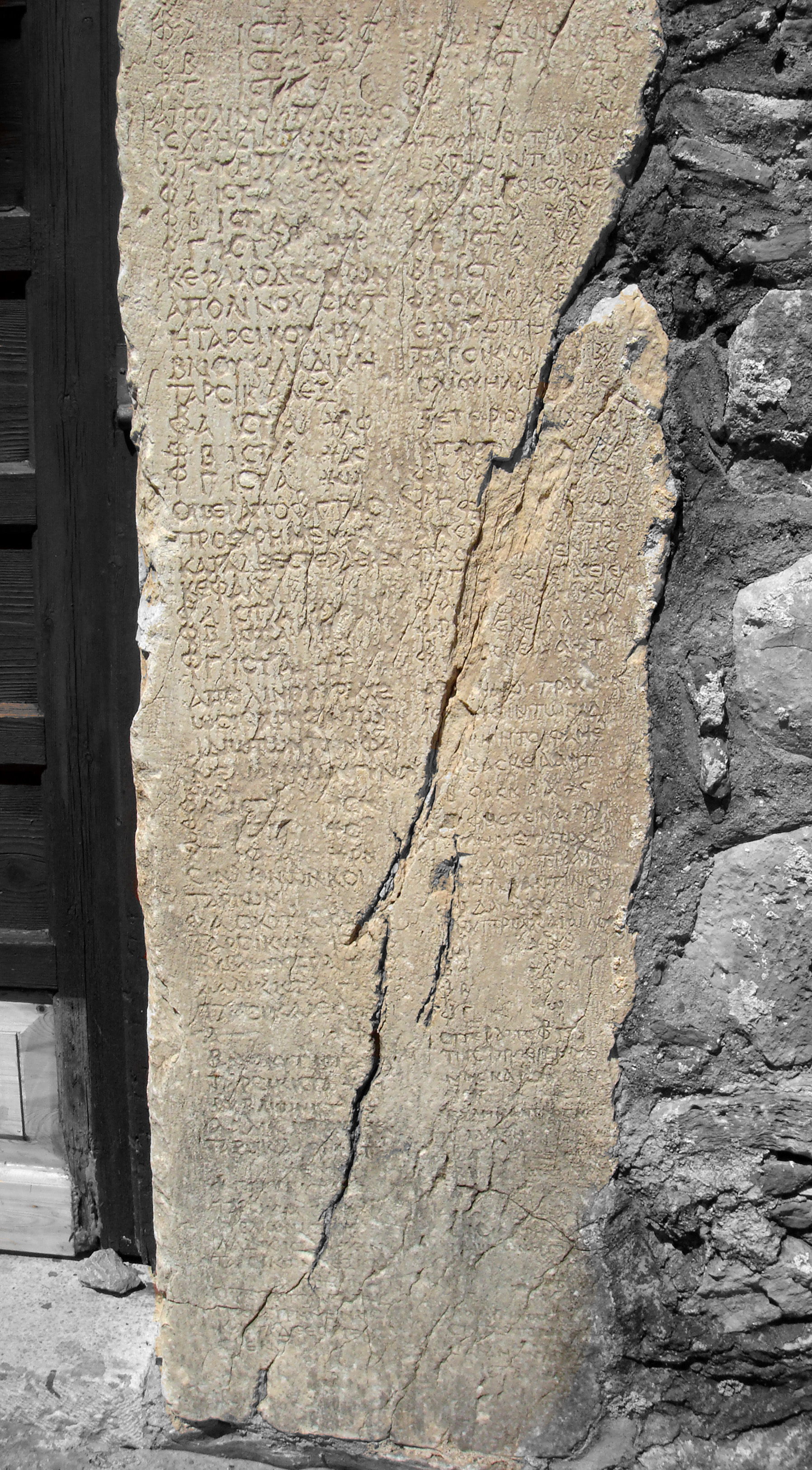
Unul dintre cele patru fragmente ale edictului refolosite în biserica Sfântul Ioan Gură de Aur de la Geraki, în Grecia
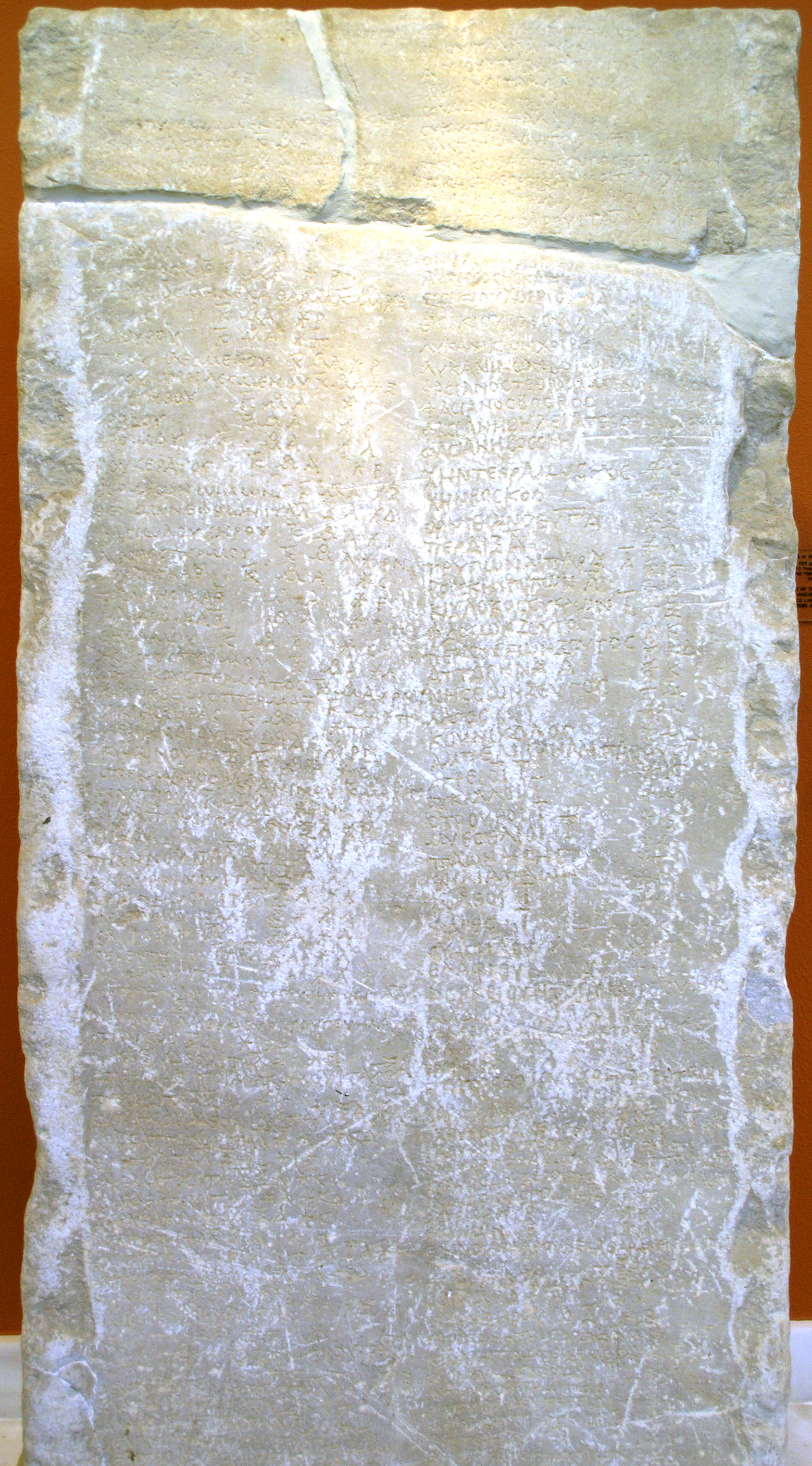
Fragment al edictului găsit la Aigeira, în Grecia; astăzi se află la muzeul epigrafic de la Atena.

Există doar fragmente pe diferite suporturi ale acestui edict, provenind din estul Mediteranei. Cu toate acestea, fragmentele, care sunt destul de numeroase, le permit cercetătorilor să-și facă o idee concretă a sistemului.
„În realitate, este aproape tardiv să ne ocupăm de această situație, așa cum o recunoaște conștiința populară și așa cum o dovedesc faptele însele: am elaborat într-adevăr proiectele și am păstrat în fața noastră soluții pe care le-am găsit, în speranța că, în conformitate cu ceea ce s-ar putea aștepta de la legile naturii, persoanele vinovate de cele mai grave infracțiuni le-ar fi reparat singuri. Pentru că am considerat mult mai de preferat ca semnele acestui jaf intolerabil să fie retrase de la judecata colectivă printr-un comportament mai înțelept al acestor bărbați, tocmai aceia care se îndreptau spre fapte mai rele de la o zi la alta și se lansau orbește spre crime împotriva statului, deveniseră, prin nelegiuirea lor violentă și prin barbaria lor încăpățânată, adversarii fiecăruia și dușmanii tuturor.”
În acest preambul, împăratul recunoaște că a așteptat prea mult înainte de a lua măsuri atât de drastice în timp ce politica monetară și economică a fost întotdeauna una dintre preocupările sale.
„În mod just și legitim indignați de toate aceste practici pe care tocmai le-am menționat, am decis, întrucât întreaga rasă umană pare să ne implore să o facem, să nu stabilim prețul mărfurilor - pentru că ar putea părea nedrept, deoarece un număr foarte mare de provincii profită uneori de fericirea de a cunoaște prețuri mici pe care și le-au dorit și de un fel de privilegiu al prosperității - ci un maxim, astfel încât, dacă apare o creștere a prețurilor (Doamne, ferește!), lăcomia, asemenea câmpurilor extinse până la infinit, n-ar putea fi cuprinsă nici de limitele decretului nostru, nici de limitele unei legi moderatoare.”
„Prin urmare, dorim ca prețurile care apar în scurtul text de mai jos să fie respectate în tot Imperiul nostru. Totuși, să înțeleagă toată lumea că, dacă capacitatea de a le depăși a fost înlăturată, nu este interzis ca regiunile în care se observă abundența, să se bucure de avantajul prețurilor mici, de care ne vom ocupa mai ales când lăcomia va fi fost complet suprimată.”
Auguștii precizează că aceste prețuri nu sunt decât cele maxime și invită, evident, să fie practicate prețuri mai puțin ridicate.
Ultima treime a Edictului, împărțită în 32 de secțiuni, impune un plafon maxim al prețului pentru mai mult de o mie de produse. Acestea includ diverse produse alimentare (carne, cereale, vin, bere, cârnați etc.), îmbrăcăminte (încălțăminte, mantouri etc.), prețuri de transport, călătorii pe mare și salarii săptămânale. Limita superioară a fost prețul unei libre de mătase vopsită purpuriu, care a fost evaluată la 150.000 de denari (același preț ca un leu).

### Câteva exemple
După Georges Deyperot și Roger Rees,
| I                                                | cantitate                    | prețul în denari |
| ------------------------------------------------ | ---------------------------- | ---------------- |
| grâu                                             | modius („baniță) al armatei  | 100 d.           |
| orz                                              | modius („baniță”) al armatei | 60 d.            |
| secară                                           | modius al armatei            | 60 d.            |
| mei sfărâmat                                     | modius al armatei            | 100 d.           |
| mei întreg                                       | modius al armatei            | 50 d.            |
| orz decorticat                                   | modius al armatei            | 100 d.           |
| linte                                            | modius al armatei            | 100 d.           |
| bob de țarină                                    | modius al armatei            | 80 d.            |
| mazăre zdrobită                                  | modius al armatei            | 100 d.           |
| ovăz                                             | modius al armatei            | 30 d.            |
| fenugrec /fenugræcum                             | modius al armatei            | 100 d.           |
| lupin crud                                       | modius al armatei            | 60 d.            |
| lupin fiert                                      | oca italiană                 | 4 d.             |
| semințe de in                                    | modius al armatei            | 150 d.           |
| orez decorticat                                  | modius al armatei            | 200 d.           |
| arpacaș / crupe de orz                           | modius                       | 100 d.           |
| susan                                            | modius al armatei            | 200 d.           |
| semințe de lucernă                               | modius al armatei            | 150 d.           |
| semințe de cânepă                                | modius al armatei            | 80 d.            |
| mac                                              | modius al armatei            | 150 d.           |
| chimen / chimion                                 | modius al armatei            | 200 d.           |
| semințe de ridichi                               | modius al armatei            | 150 d.           |
| semințe de muștar                                | modius al armatei            | 150 d.           |
| muștar                                           | oca italiană                 | 8 d.             |
| IV                                               |                              |                  |
| carne de porc                                    | livră italiană               | 12 d.            |
| carne de vită                                    | livră italiană               | 8 d.             |
| carne de capră sau de oaie                       | livră italiană               | 8 d.             |
| burtă de scroafă                                 | livră italiană               | 24 d.            |
| mamelă de scroafă                                | livră italiană               | 20 d.            |
| ficat de porc hrănit cu smochine                 | livră italiană               | 16 d.            |
| carne de porc sărată                             | livră italiană               | 16 d.            |
| jambon menapian sau cerritan                     | livră italiană               | 20 d.            |
| jambon de Appenini                               | livră italiană               | 20 d.            |
| cârnați de porc                                  | uncie                        | 12 d.            |
| cârnați de vită                                  | uncie                        | 10 d.            |
| cârnați afumați de porc de Lucania               | livră italiană               | 16 d.            |
| cârnați afumați de vită de Lucania               | livră italiană               | 10 d.            |
| fazan gras                                       | 1                            | 250 d.           |
| fazan sălbatic                                   | 1                            | 125 d.           |
| gâscă îngrășată                                  | 1                            | 200 d.           |
| gâscă neîngrășată                                | 1                            | 100 d.           |
| pui                                              | 2                            | 60 d.            |
| potârniche                                       | 1                            | 30 d.            |
| turturea                                         | 1                            | 16 d.            |
| turturea sălbatică                               | 1                            | 12 d.            |
| sturz                                            | 10                           | 60 d.            |
| porumbel gulerat                                 | 2                            | 20 d.            |
| porumbel                                         | 2                            | 24 d.            |
| rață                                             | 2                            | 40 d.            |
| iepure de câmp                                   | 1                            | 150 d.           |
| iepure de casă / iepure de vizuină               | 1                            | 40 d.            |
| silvie                                           | 10                           | 40 d.            |
| vrabie                                           | 10                           | 16 d.            |
| pârș                                             | 10                           | 40 d.            |
| păun                                             | 1                            | 300 d.           |
| păuniță                                          | 1                            | 200 d.           |
| prepeliță                                        | 10                           | 20 d.            |
| sturz                                            | 10                           | 20 d.            |
| mistreț                                          | livră italiană               | 16 d.            |
| vânat                                            | livră italiană               | 12 d.            |
| gazelă sau capră sălbatică sau căprioară         | livră italiană               | 12 d.            |
| purcel sau godac                                 | livră italiană               | 16 d.            |
| miel                                             | livră italiană               | 12 d.            |
| unt                                              | livră italiană               | 16 d.            |
| VII, salarii                                     |                              |                  |
| lucrător agricol                                 | 1 zi                         | 25 d.            |
| zidar                                            | 1 zi                         | 50 d.            |
| tâmplar / dulgher                                | 1 zi                         | 50 d.            |
| vărar / lucrător la cuptorul de var              | 1 zi                         | 50 d.            |
| lucrător în marmură                              | 1 zi                         | 60 d.            |
| mozaicar                                         | 1 zi                         | 60 d.            |
| pictor de fresce                                 | 1 zi                         | 75 d.            |
| pictor de figuri                                 | 1 zi                         | 150 d.           |
| rotar                                            | 1 zi                         | 50 d.            |
| fierar                                           | 1 zi                         | 50 d.            |
| brutar                                           | 1 zi                         | 50 d.            |
| cărămidar                                        | 8 cărămizi                   | 2 d.             |
| cămilar sau conducător de catâri                 | 1 zi                         | 25 d.            |
| cioban                                           | 1 zi                         | 20 d.            |
| bărbier                                          | pe bărbat                    | 2 d.             |
| persoană care tunde                              | pe animal                    | 2 d.             |
| notar                                            | pentru 100 de rânduri        | 10 d.            |
| învățător                                        | pe elevi / lună              | 50 d.            |
| profesor de greacă, latină sau geometrie         | pe elevi / lună              | 200 d.           |
| profesor de arhitectură                          | pe elevi / lună              | 200 d.           |
| profesor de retorică                             | pe elevi / lună              | 250 d.           |
| avocat                                           | pentru a porni o procedură   | 250 d.           |
| avocat                                           | pentru a pleda               | 1.000 d.         |
| supraveghetor al hainelor la terme               | pe scăldător                 | 2 d.             |
| XXX                                              |                              |                  |
| Aur rafinat / aur fin, în lingouri sau în monede | libră                        | 72.000 d.        |
| Aur nerafinat                                    | libră                        | 12.000 d.        |
| Aurar                                            | pe libră lucrată             | 5.000 d.         |
| Tăietor de aur                                   | pe libră lucrată             | 3.000 d.         |

## Rezultate
Negustorii au încetat să furnizeze mărfurile, le-au vândut ilegal sau au folosit trocul. Edictul a avut tendința de a perturba schimburile și comerțul, în special între negustori.
Este rezonabil să presupunem că o economie de piață neagră a coexistat cu economia reglementată de Edict cel puțin între comercianți și, uneori, orașe întregi nu puteau produce provizii la prețurile stabilite.
Întrucât Edictul stabilea și limite ale salariilor, cei care le primeau, în special soldații, au văzut o scădere gravă a puterii de cumpărare și că prețurile stabilite nu reflectau realitatea.
Prețurile notate în timpul tranzacțiilor înregistrate în papirusuri egiptene arată că aceste sume au fost cu mult depășite în cursul secolului al IV-lea.
Drept urmare, statul a trebuit să facă diminuări ale greutății monedelor. În aprilie 307, follisul a trecut la 8,12 g, în noiembrie 307 la 6,77 g, în primăvara lui 310 la 4,54 g. A încetat treptat baterea monedelor de argint (Aquileia, Cartagina, Serdica în 307, Trier și Ostia în 309, Roma în 310).
Abia după reformele lui Constantin, prețurile au fost stabilizate, în special prin introducerea solidusului în 310.

## Izvoare
- Depeyrot Georges, Le Bas Empire romain, : économie et numismatique (284-491), Paris, 1987
- Rees Roger, Diocletian and the Tetrarchy, Edinburgh, 2004